# Urocythereis
Urocythereis is een geslacht van kreeftachtigen uit de klasse van de Ostracoda (mosselkreeftjes).

## Soorten
- Urocythereis (Drobetiella) danielopoli Olteanu, 1976 †
- Urocythereis (Drobetiella) mirabilis Olteanu, 1976 †
- Urocythereis alba (Uliczny, 1969) Carbonnel, 1982 †
- Urocythereis apolegma Ahmad, Neale & Siddiqui, 1991 †
- Urocythereis arcana Dingle, 1993
- Urocythereis bertelsae Kielbowicz, 1988 †
- Urocythereis britannica Athersuch, 1977
- Urocythereis cathayense (Hu, 1984)
- Urocythereis colum Athersuch, 1977
- Urocythereis dimorphica Whatley, Moguilevsky, Chadwick, Toy & Ramos, 1998
- Urocythereis distinguenda Athersuch, 1978
- Urocythereis distinguenda (Neviani, 1928) Ruggieri, 1950 †
- Urocythereis emanuelae Sciuto, 2014 †
- Urocythereis flexicauda Bonaduce, Ciampo & Masoli, 1976
- Urocythereis fornicata (Terquem, 1878) Mostafawi, 1989
- Urocythereis gorokuensis Ishizaki, 1966 †
- Urocythereis kostelensis (Reuss, 1850) Brestenska & Jiricek, 1978 †
- Urocythereis labyrinthica Uliczny, 1969 †
- Urocythereis lumbricularis (Terquem, 1878) Sissingh, 1972
- Urocythereis mii Ishizaki, 1969
- Urocythereis minoos Uliczny, 1969 †
- Urocythereis nautae Ruggieri, 1984
- Urocythereis neapolitana Athersuch, 1977
- Urocythereis obliquata (Reuss, 1856) Scheremeta, 1969 †
- Urocythereis oblonga (Brady, 1866) Wagner, 1957
- Urocythereis opima Swanson, 1969 †
- Urocythereis parenensis Moyes, 1965 †
- Urocythereis phantastica Athersuch & Ruggieri, 1975 †
- Urocythereis porifera Chabanovskaya, 1966 †
- Urocythereis praelonga (Terquem, 1878) Mostafawi, 1989 †
- Urocythereis protensa Doruk, 1979 †
- Urocythereis pseudoseminulum Carbonnel, 1969 †
- Urocythereis salebrosa Ahmad, Neale & Siddiqui, 1991 †
- Urocythereis sanshua Hu & Tao, 2008
- Urocythereis schulzi (Hartmann, 1958) Hartmann, 1960
- Urocythereis sororcula (Seguenza, 1880) Uliczny, 1969 †
- Urocythereis szczechurae Bonaduce, Ruggieri, Russo & Bismuth, 1992 †